# Toralf Tollefsen
Toralf Tollefsen, född 26 augusti 1914, död 1994. var en dragspelsmästare från Fredrikstad, som gjorde internationell karriär. 1947 var han solist i Royal Albert Halls symfoniorkester. 1977 tilldelades han Norska Spelmanspriset.

## Diskografi
- Verdensartisten Toralf Tollefsen. - Sjøholt : Norild Records 1994. Upptagningar från 1934-1960 utgiven på Tollefsens 80-årsdag den 26 augusti 1994.